# Сеньора-да-Граса-де-Падройнш
Сеньора-да-Граса-де-Падройнш (порт. Senhora da Graça de Padrões; МФА: [sɐ.ˈɲo.ɾɐ dɐ ˈgɾa.sɐ dɨ pɐ.ˈdɾõjʃ]) — парафія в Португалії, у муніципалітеті Алмодовар. Розташована в південній частині країни, на теренах історичної португальської провінції Алентежу. Входить до складу округу Бежа. За адміністративним поділом, чинним до 1976 року, терени парафії були складовою провінції Нижнє Алентежу. Належить до Безької діоцезії Католицької церкви. Патрон — Діва Марія. Площа — 34,9989 км². Населення — 380 ос. (2011). Слабо урбанізований регіон. Густота населення — 10,86 осіб/км²
. Код — 020207.

## Населення
| Кількість мешканців | Кількість мешканців | Кількість мешканців | Кількість мешканців | Кількість мешканців | Кількість мешканців | Кількість мешканців | Кількість мешканців | Кількість мешканців | Кількість мешканців | Кількість мешканців | Кількість мешканців | Кількість мешканців | Кількість мешканців | Кількість мешканців |
| ------------------- | ------------------- | ------------------- | ------------------- | ------------------- | ------------------- | ------------------- | ------------------- | ------------------- | ------------------- | ------------------- | ------------------- | ------------------- | ------------------- | ------------------- |
| 1864                | 1878                | 1890                | 1900                | 1911                | 1920                | 1930                | 1940                | 1950                | 1960                | 1970                | 1981                | 1991                | 2001                | 2011                |
| 543                 | 574                 | 545                 | 522                 | 568                 | 658                 | 786                 | 895                 | 895                 | 773                 | 583                 | 593                 | 490                 | 496                 | 380                 |